# Kirche Wiedemar

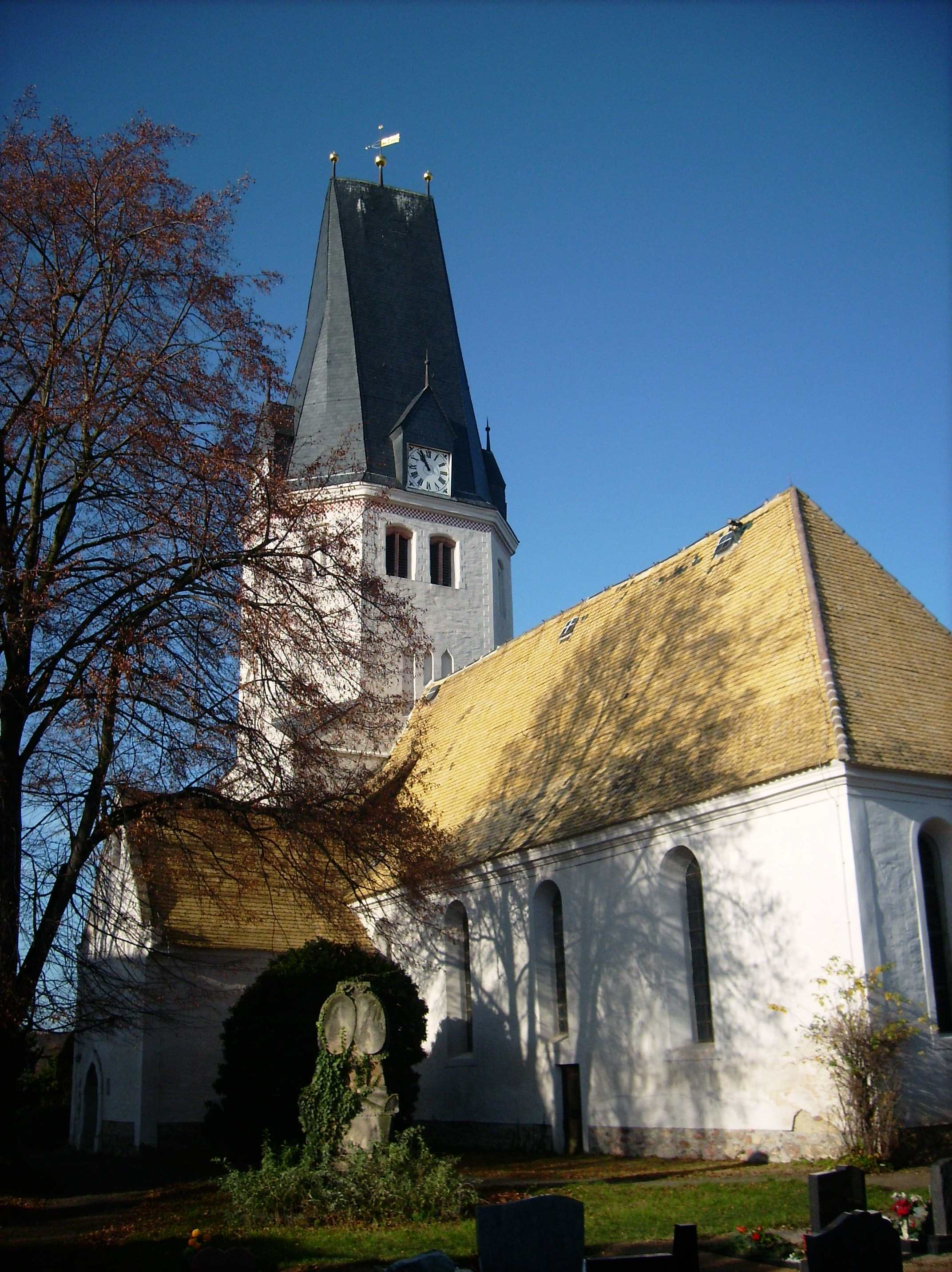
Kirche Wiedemar

Die evangelische Kirche Wiedemar ist eine spätgotische Saalkirche in Wiedemar im Landkreis Nordsachsen in Sachsen. Sie gehört zum Pfarrbereich Schenkenberg im Kirchenkreis Torgau-Delitzsch der Evangelischen Kirche in Mitteldeutschland.

## Geschichte und Architektur
Die ehemals St. Katharinen geweihte Kirche ist eine Saalkirche mit gleich breitem, eigenartig gestaltetem Querturm im Westen, die im Jahr 1477 unter Verwendung älterer Bauteile erbaut wurde. Erhebliche Umbauten des Saales erfolgten im Jahr 1728; Restaurierungen wurden in den Jahren 1991–93 im Innern und 1997 am Turm vorgenommen.
Das Bauwerk ist ein verputzter Bruchsteinbau mit gerade geschlossenem Chor und gestreckten Rundbogenfenstern. Die östlichen Ecken des Saals sind mit Sandsteinquaderung gestaltet. Im Norden ist die Sakristei mit der Patronatsloge im Obergeschoss angefügt. Der Westturm ist mit oktogonalem Aufsatz und kielbogigen Dreiergruppen von Blendbögen gestaltet, darüber erhebt sich das Glockengeschoss, teils mit Vorhangbogenöffnungen, abgeschlossen mit hohem Walmdach.
Das Turmerdgeschoss aus dem Jahr 1477 ist mit einem Netzgewölbe geschlossen; an den Kreuzungspunkten sind blecherne Vierpässe mit Darstellungen der Madonna sowie der Heiligen Barbara und Katharina angebracht. Im Turm ist eine eingeschossige, die halbe Tiefe der Turmhalle einnehmende spätgotische Steinempore eingezogen, deren Brüstungsfelder mit Wappen geschmückt sind.
Der Saal ist mit Holztonne geschlossen und wurde im Jahr 1728 durchgreifend umgebaut. Aus dieser Zeit stammen die Holzemporen an beiden Seiten, die im Westen zweigeschossig ausgebildet sind. Die Sakristei, die ehemalige Barbara-Kapelle, ist mit Kreuzrippengewölbe auf Konsolen geschlossen. Eine schlichte spitzbogige Sakramentsnische gehört dazu.

## Ausstattung
Das Hauptstück der Ausstattung ist ein prachtvoller Kanzelaltar aus dem Jahr 1728, der von schräg gestellten ionischen Vollsäulen mit Sprenggiebel gerahmt ist. Der dreiseitige Korb mit wulstigem Ansatz wird von einem Schalldeckel mit kelchförmigem Aufsatz und einer Darstellung des himmlischen Jerusalems in gesprengtem Giebel bekrönt.
Die gusseiserne Taufe wurde um 1850 geschaffen. Im Turmerdgeschoss ist noch ein Fragment einer Sandsteintaufe mit oktogonaler, kelchförmiger Kuppa und mit Rundfiguren in Vierpässen aus dem Jahr 1477 erhalten; darüber sind abwechselnd Kopfreliefs und Rosetten angeordnet. Dort befindet sich auch eine hölzerne Taufe aus dem Jahr 1728.
Die Orgel mit barockisierendem Prospekt ist ein Werk von Nicolaus Schrickel aus dem Jahr 1851 mit 19 Registern auf zwei Manualen und Pedal, das in den Jahren 1942 und 2006 überarbeitet wurde.
Im Chor sind zwei Grabdenkmäler aus Sandstein erhalten:
- für Paulus Harderus mit dem in einer Rundbogennische stehenden Verstorbenen († 1695) sowie
- für Christian Hausmann mit Putten, Totenkopf und Stundenglas († 1690).

In der Portalvorhalle befindet sich eine figürliche Sandsteingrabplatte für Pfarrer Pätzol († 1734) mit geflügeltem Engelskopf, Wolkenstrahlenglorie und Bandelakanthuswerk. Drei Pastorenbildnisse in Öl sind mit den Jahreszahlen 1665, 1735 und 1750 bezeichnet.